# Sarcistis medialis
Sarcistis medialis är en fjärilsart som beskrevs av George Francis Hampson 1897. Sarcistis medialis ingår i släktet Sarcistis och familjen mott. Inga underarter finns listade i Catalogue of Life.